# Budapest Lotto Open 1998
Budapest Lotto Open 1998 — жіночий тенісний турнір, що проходив на відкритих кортах з ґрунтовим покриттям у Будапешті (Угорщина). Належав до турнірів 4-ї категорії в рамках Туру WTA 1998. Відбувсь утретє і тривав з 20 до 26 квітня 1998 року. Сьома сіяна Вірхінія Руано Паскуаль здобула титул в одиночному розряді й заробила 17 700 доларів.

## Фінальна частина

### Одиночний розряд
Вірхінія Руано Паскуаль —  Сільвія Фаріна 6–4, 4–6, 6–3
- Для Руано Паскуаль це був 1-й титул в одиночному розряді за сезон і 2-й — за кар'єру.

### Парний розряд
Вірхінія Руано Паскуаль /  Паола Суарес —  Кетеліна Крістя /  Лаура Монтальво 4–6, 6–1, 6–1
- Для Руано Паскуаль це був 3-й титул за сезон і 4-й — за кар'єру. Для Суарес це був 4-й титул за сезон і 5-й — за кар'єру.